# Giuseppe Antonio Maria Torricelli

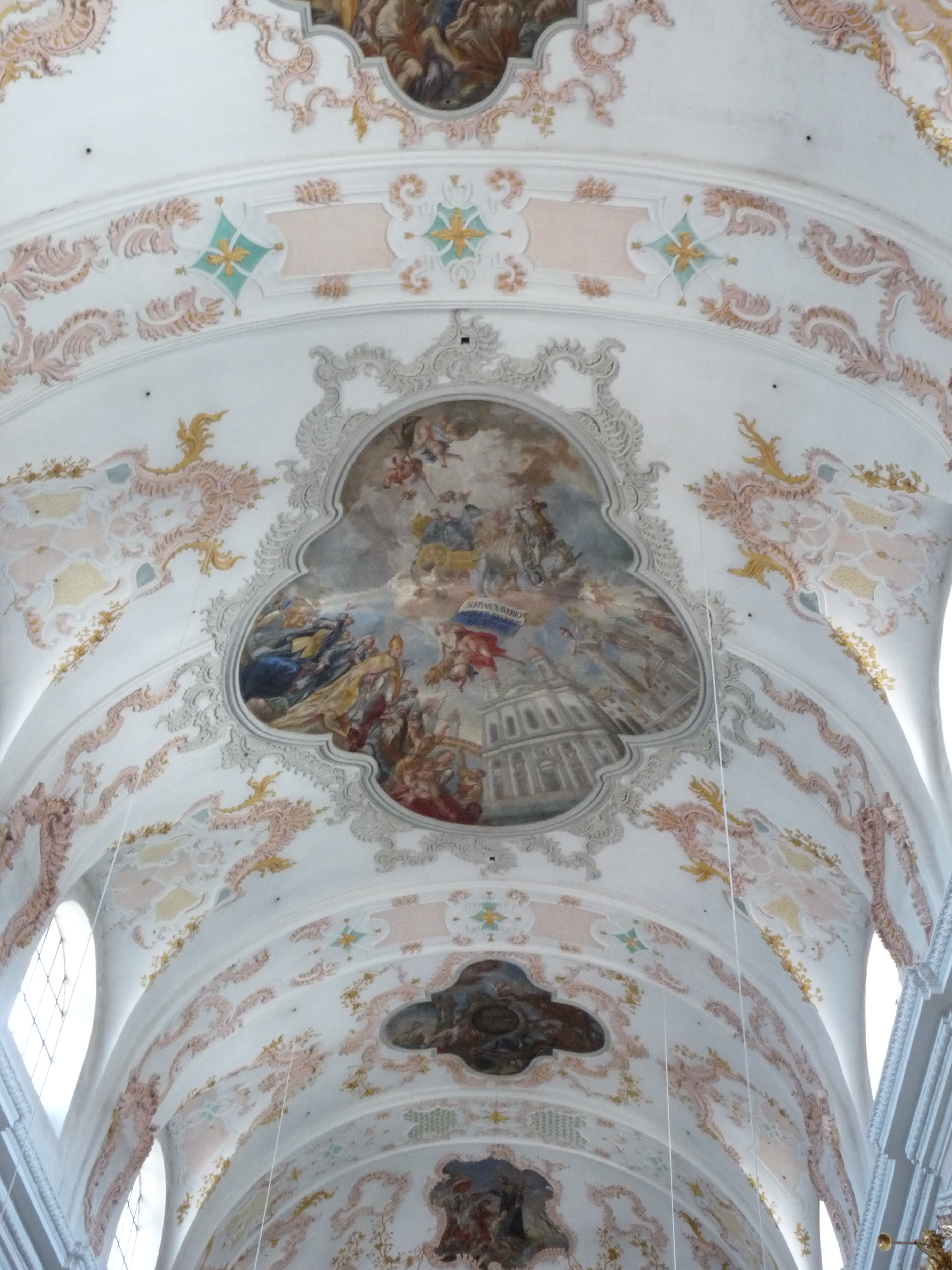
Lucerna, Jesuitenkirche: affreschi della volta

Giuseppe Antonio Maria Torricelli (Lugano, 13 aprile 1710 – Lugano, 1808) è stato un pittore svizzero-italiano.

## Elenco delle opere nel Canton Ticino
- Lugano – Chiesa di Sant'Antonio abate, prima cappella di sinistra, affreschi con Episodi della vita di San Gerolamo Emiliani (con il fratello Giovanni Antonio), del 1749;
- Carabbia – chiesa parrocchiale di San Siro, coro, cupola, medaglia ovale con la Santissima Trinità, del 1750 circa;
- Lugano, Convento della Santissima Trinità, affreschi, l'Immacolata Concezione sulla scala che porta al dormitorio; Cristo servito dagli angeli, nel refettorio; San Francesco d'Assisi orante, nel corridoio a pianterreno;
- Canobbio – chiesa parrocchiale di San Siro, due oli su tela: una Pietà e San Francesco di Paola degli anni 1755-1760;
- Gravesano – chiesa parrocchiale dei Santi Pietro e Paolo, parete di fondo del coro, olio su tela con Sant'Elena in adorazione della Santa Croce, del 1756; Oratorio di Santa Maria del Buon Consiglio, coro, parete di fondo, dipinto del Miracolo di Genazzano, coevo;
- Magliaso - chiesa parrocchiale dei Santi Biagio e Macario, cappella della Madonna, quadratura che incornicia la nicchia con la statua dell'Addolorata, del 1756;

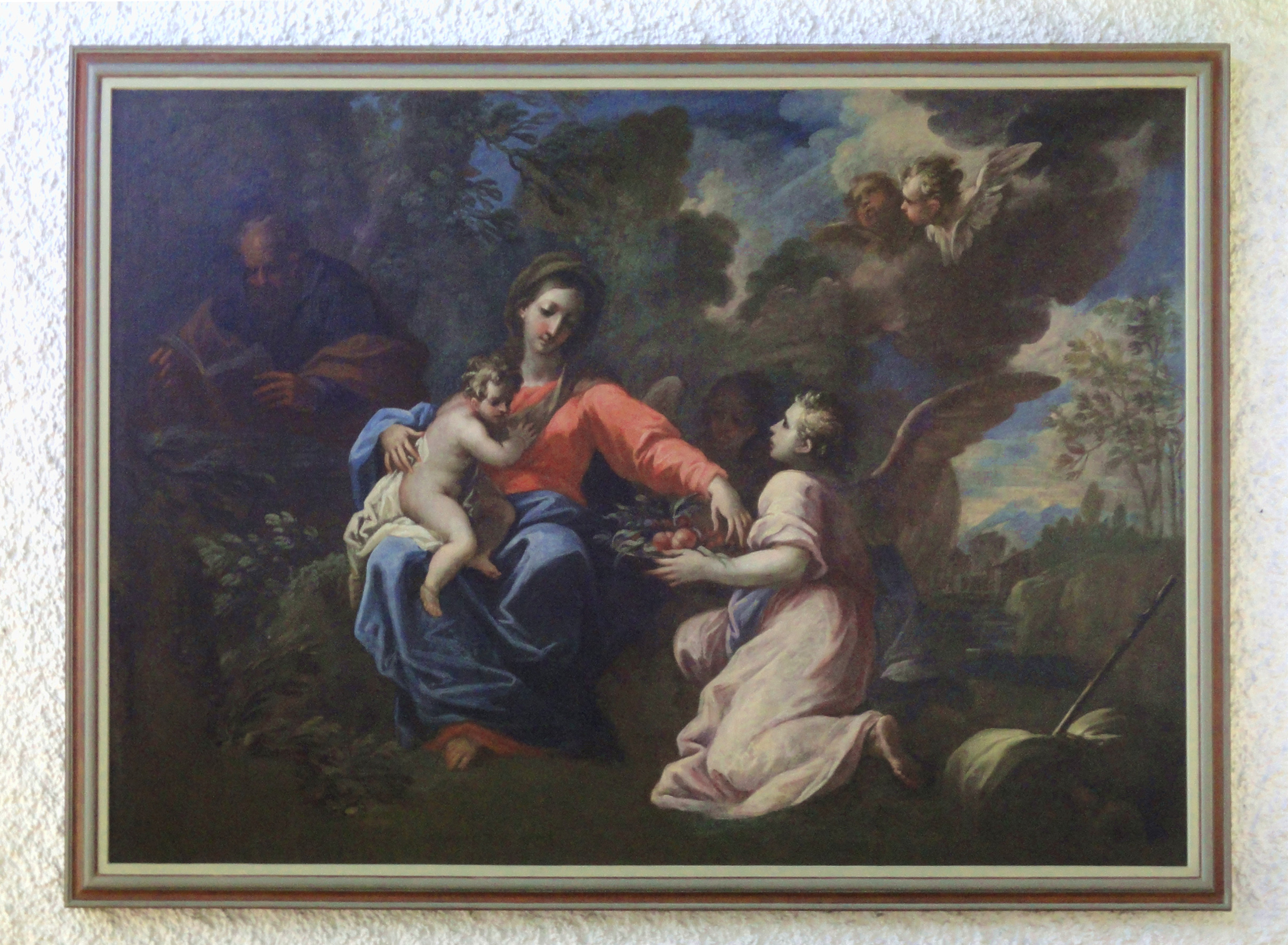
Bioggio, oratorio della Beata Vergine: riposo durante la fuga in Egitto

- Bioggio, frazione Mulini di Bioggio, Oratorio della Beata Vergine, olio su tela con il Riposo durante la fuga in Egitto, del 1757;
- Lugano – chiesa di San Rocco, due oli su tela con Elia che fa cadere la pioggia e la Vergine che dona lo scapolare a San Simone Stock, degli anni 1757-1759;
- Lugano - Collegiata di San Lorenzo, cappella dei Santi Crispino e Crispiniano, sui pilastri entro nicchie, quadrature e busti classicheggianti in grisaglia, affrescati nel 1760;
- Lugano - Monastero di San Giuseppe, corridoi dell'ala est, affreschi con San Francesco d'Assisi, del 1761, e del 1774 circa, quelli raffiguranti la Sacra Famiglia, la Lavanda dei piedi, l'Orazione di Gesù nell'orto del Getsemani e le stazioni della Via Crucis;
- Lugano - Collegiata di San Lorenzo, coro dei canonici, quadrature e Gloria di San Lorenzo, del 1764;
- Paradiso - Oratorio della Beata Vergine della Geretta, coro, quadrature e affresco con la Santissima Trinità, degli anni 1763-1764;
- Bigorio - Convento di Santa Maria Assunta, presso il portale d'entrata, affresco con San Francesco d'Assisi e un angelo, del 1767 circa; nella chiesa monastica di Santa Maria Assunta, cappella laterale destra, quadratura attorno alla pala raffigurante Cristo con la croce, la Vergine e cinque Santi cappuccini, del 1768 circa;
- Lugano – Via Ferruccio Pelli, Cappella della Sacra Famiglia, un tempo in fondo al giardino del monastero, affresco con il Martirio di San Giuseppe da Leonessa, del 1770 circa;
- Lugano - Collegiata di San Lorenzo, cappella della Madonna delle Grazie, tra le colonne: venti piccole pitture monocrome con temi biblici; nella cupola: affresco illusionistico dell'Assunta; nei pennacchi, figure di Davide, Samuele, Neemia e Salomone, del 1775 circa;
- Agra - chiesa parrocchiale di San Tommaso ad Agra, presbiterio e coro, cupola e volta, affreschi illusionistici (quadrature) degli anni 1770-1780;
- Campo - Oratorio di San Giovanni Battista, coro, dipinti decorativi del 1780 circa;
- Gandria – chiesa parrocchiale di San Vigilio, cupola, affreschi raffiguranti la Gloria di San Vigilio, nei pennacchi: gli Evangelisti; sull'altare, pala con il Martirio del Santo titolare, tutte opere del 1785;
- Agno – chiesa dei Santi Giovanni Battista e Provino, coro, parete di fondo, pala raffigurante il Santissimo Sacramento in gloria adorato dai Santi Giovanni Battista e Provino, del 1788;
- Faido – chiesa di San Francesco d'Assisi, facciata, affresco raffigurante San Lorenzo da Brindisi del 1789;
- Lugano-Molino Nuovo, Chiesa di Santa Maria dello Stradone, parete di fondo del coro, affresco della Madonna col Bambino, San Giovannino e San Giuseppe, (di bottega) degli anni 1790-1791 circa.